# Sainte-Hélène-du-Lac
Sainte-Hélène-du-Lac is een gemeente in het Franse departement Savoie (regio Auvergne-Rhône-Alpes). De plaats maakt deel uit van het arrondissement Chambéry. Sainte-Hélène-du-Lac telde op 1 januari 2022 835 inwoners.

## Geografie
De oppervlakte van Sainte-Hélène-du-Lac bedroeg op 1 januari 2022 7,09 vierkante kilometer; de bevolkingsdichtheid was toen 117,8 inwoners per km².

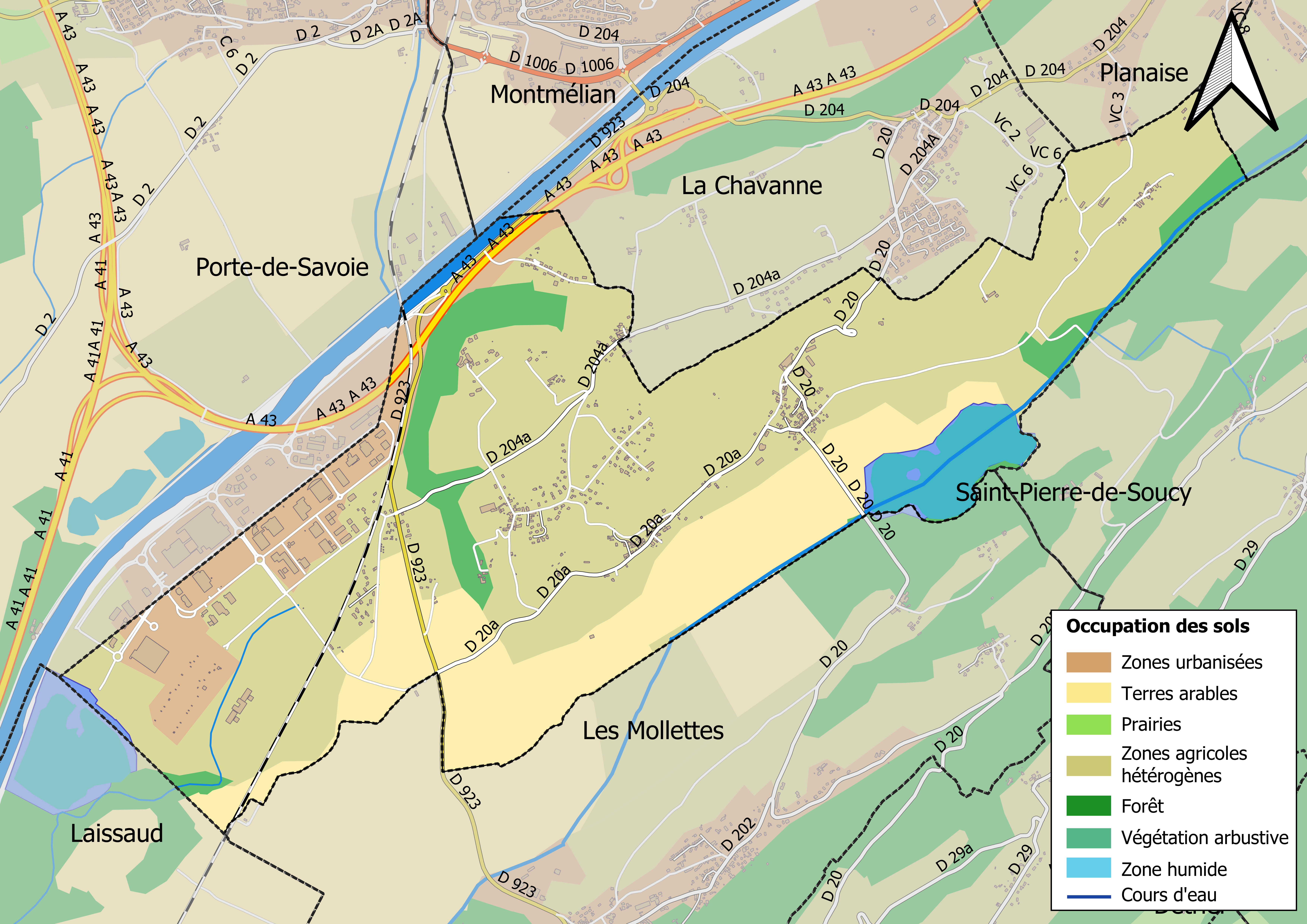
Kaart van de gemeente met de belangrijkste infrastructuur, bodemgebruik en omliggende gemeenten

## Demografie
Onderstaande figuur toont het verloop van het inwonertal (bron: INSEE-tellingen).